# Paul Viereck (Philologe)
Paul Viereck (* 22. Januar 1865 in Büchen, Herzogtum Lauenburg; † 9. Februar 1944 in Wittenberge) war ein deutscher klassischer Philologe, Epigraphiker, Papyrologe und Gymnasiallehrer.

## Leben und Werk
Paul Viereck, der Sohn eines Bahnhofinspekteurs, wuchs in der brandenburgischen Stadt Wittenberge auf und besuchte das Joachimsthalsche Gymnasium zu Berlin, wo er am 17. März 1884 die Reifeprüfung bestand. Anschließend studierte er Klassische Philologie an der Universität Göttingen bei Ulrich von Wilamowitz-Moellendorff. Er wurde Mitglied des Philologisch-Historischen Vereins Göttingen im Naumburger Kartellverband. 1888 löste er die Preisaufgabe der Universität, die in einer Untersuchung des griechischen Sprachgebrauchs im politischen Leben der Römer bis zu Kaiser Tiberius bestand. Mit der Preisschrift Sermo Graecus quo senatus populusque Romanus magistratusque populi Romani usque ad Tiberii Caesaris aetatem in scriptis publicis usi sunt examinatur wurde Viereck im selben Jahr zum Dr. phil. promoviert. Am 27. Juli 1889 bestand er die Lehramtsprüfung für die Fächer Latein, Griechisch, Geschichte und Hebräisch. Im Herbst begann er am Köllnischen Gymnasium zu Berlin sein Probejahr.
Nach dem Probejahr arbeitete Viereck einige Jahre lang als wissenschaftlicher Hilfslehrer und Turnlehrer an verschiedenen Berliner Gymnasien: Am Köllnischen Gymnasium (1890–1896), am Leibniz-Gymnasium (1891–1893 und 1894–1895), am Andreas-Realgymnasium (1894–1895) und am Gymnasium zum Grauen Kloster (1895–1896). Seine Festanstellung erhielt Viereck am 1. April 1896 als Oberlehrer am Friedrich-Wilhelms-Gymnasium in Berlin.
In den 90er Jahren setzte Viereck auch seine Forschungsarbeit fort. Er veröffentlichte griechische Urkunden aus den Berliner Königlichen Museen (ab 1892), eine Edition des Hermippus, dialogus de astrologia (Leipzig 1895, mit Wilhelm Kroll), einen Literaturbericht über die Papyrologie (1898) und mehrere Aufsätze über Epigraphik und Verwaltung Ägyptens in den Zeitschriften Hermes und Philologus.
Am 5. Juli 1907 wurde Viereck zum Gymnasialprofessor ernannt. Wenige Monate später wechselte er an das Köllnische Gymnasium und schließlich an das Gymnasium zum Grauen Kloster, wo er 1925 zum Oberstudienrat befördert wurde. Am 1. April 1930 trat Viereck in den Ruhestand.
Neben der Lehre am Gymnasium blieb Viereck zeit seines Lebens in der Wissenschaft tätig. Er veröffentlichte zahlreiche Papyruseditionen und historische Abhandlungen, darunter Ostraka aus Brüssel und Berlin (Berlin 1922), Papyri, Ostraka und Wachstafeln aus Philadelphia im Fayûm (Berlin 1926, mit Friedrich Zucker) und Philadelphia. Die Gründung einer hellenistischen Militärkolonie in Ägypten (Leipzig 1928). Außerdem besorgte er die überarbeitete Fassung (Editio altera correctior) der Historia Romana Appians (nach Ludwig Mendelssohn). Zunächst erschien 1905 beim Teubner-Verlag in Leipzig der zweite Band, der erste Band folgte erst 1939 (gemeinsam mit A. G. Roos).
Während des Zweiten Weltkriegs wurde Vierecks Berliner Wohnung mit all seinen Arbeitsmaterialien bei einem Luftangriff vernichtet. Viereck überlebte, erlitt jedoch einen Nervenzusammenbruch. Die letzten Monate seines Lebens verbrachte er in seinem Elternhaus in Wittenberge, wo er am 9. Februar 1944 im Alter von 79 Jahren starb.

## Weitere Schriften (Auswahl)
- Die aegyptische Steuereinschätzungs-Commission in römischer Zeit. In: Philologus. Zeitschrift für antike Literatur und ihre Rezeption, Jg. 52 (1893), S. 219–247.
- Bericht über die griechischen Papyrusurkunden (1899–1905). Reisland, Leipzig 1907.
- Aktenstücke zum griechisch-römischen Vereinswesen. In: Klio. Beiträge zur alten Geschichte, Jg. 8 (1908), S. 413–426.
- Griechische und griechisch-demotische Ostraka der Universitäts- und Landesbibliothek zu Strassburg in Elsass. Weidmannsche Buchhandlung, Berlin 1923.